# Франко, Ней
Ней Франко да Силва Жуниор (порт.-браз. Ney Franco da Silveira Júnior; род. 22 июня 1966, Варжен-Алегри), более известный как просто Ней Франко (порт.-браз. Ney Franco) — бразильский футболист, ныне — тренер.

## Биография
Ней родился в Варжен-Алегри, Бразилия в 1966 году. Франко имеет ученую степень по физкультуре, полученную в государственном университете города Висозы. Затем он работал три года в молодёжной системе «Атлетико Минейро». Следующие одиннадцать лет он был тренером «Крузейро». И, наконец, первым серьёзным тренерским опытом стало исполнение обязанностей главного тренера клуба «Крузейро». В 2005 году стал уже главным тренером в «Ипатинге», но покинул клуб уже через год. Следующим местом работы Франко стал «Фламенго», где он также работал год. Ещё год он был тренером «Атлетико Паранаэнсе». 11 июля 2008 года был назначен на должность главного тренера в клуб «Ботафого» и в 2009 году покинул клуб. Также годичный период провёл в «Коритибе». 6 мая 2018 года назначен главным тренером клуба серии B «Гояс». 26 ноября 2018 года, через 2 дня после завершения сезона 2018, Франко объявил, что покидает клуб. Под его руководством «Гояс» финишировал на 4-м месте в серии В и вышел в серию А. 28 марта 2019 года назначен главным тренером «Шапекоэнсе». Контракт подписан до конца сезона 2019. 24 июля 2019 года отправлен в отставку. 7 августа 2019 года вернулся в «Гояс». Контракт подписан до декабря 2019 года. 20 августа 2020 года, через день после поражения «Гояса» в домашнем матче 4-го тура Серии A 2020 от «Форталезы» (1:3), отправлен в отставку. 9 сентября 2020 года назначен главным тренером клуба Серии B «Крузейро». Контракт подписан до конца 2021 года. 9 июля 2021 года назначен главным тренером клуба Серии B ССА. 30 августа 2021 года, через 2 дня после матча 21-го тура Серии B 2021 «Сампайо Корреа» — ССА (2:0), расторг контракт по обоюдному согласию.

## Титулы и достижения
- Чемпион штата Рио-де-Жанейро (1): 2007
- Чемпион штата Минас-Жерайс (1): 2005
- Чемпион штата Парана (1): 2010
- Чемпион Кубка Бразилии (1): 2006
- Чемпион Серии B (1): 2010
- Обладатель Южноамериканского кубка (1): 2012
- Чемпион Южной Америки среди молодёжных команд (1): 2011
- Чемпион мира среди молодёжных команд (1): 2011